# Clara, a Rinoceronte

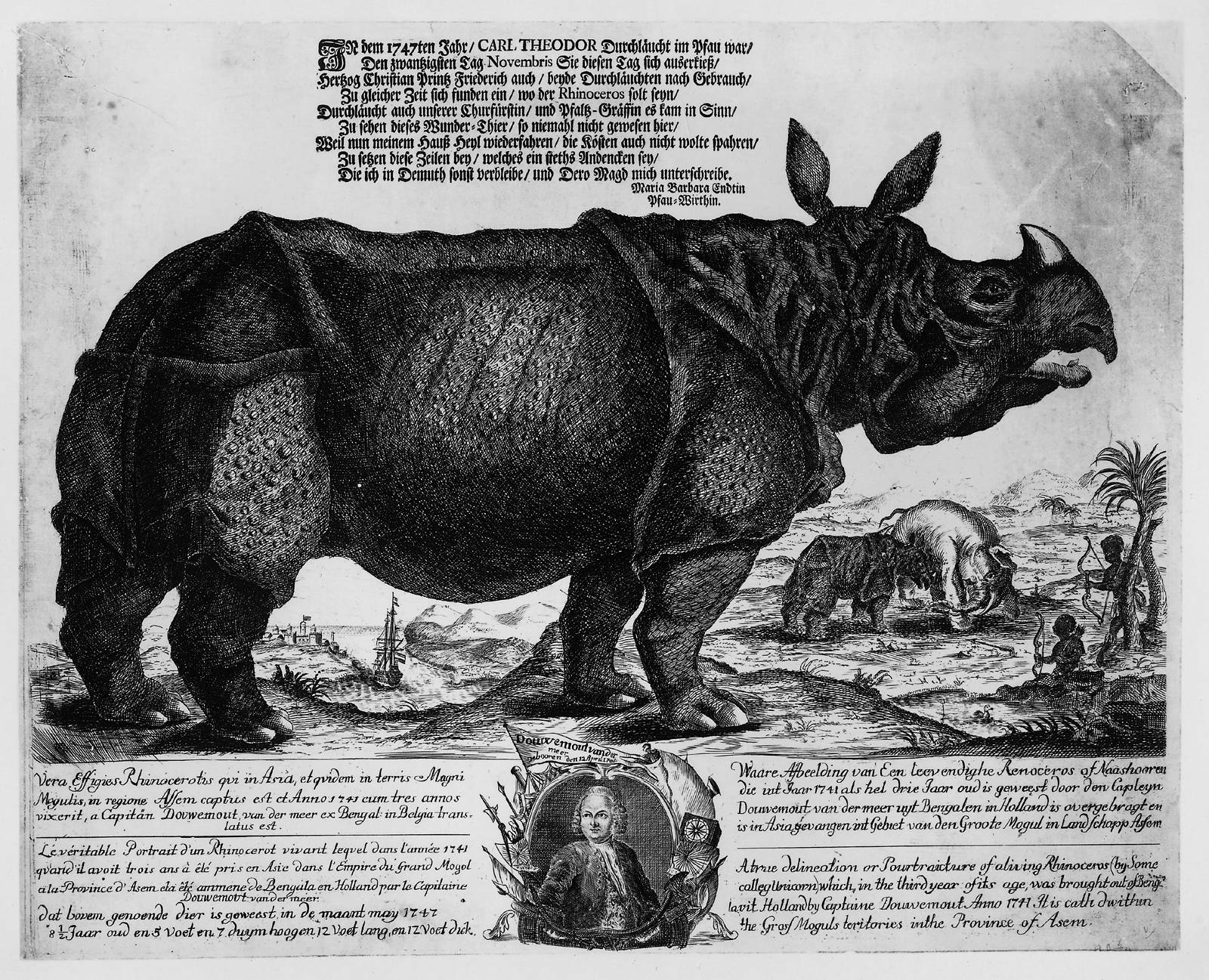
Panfleto publicitário, datado de 1747, anunciando a apresentação de Clara na cidade de Mannheim. Presume-se que a figura humana ao centro seja a do capitão alemão Douwe Moot van der Meer. É ainda visível a sua luta com o Elefante, citada desde os escritos de Estrabão e até de Plínio, o Velho. (From Dr. Nuno Carvalho de Sousa Private Collection)

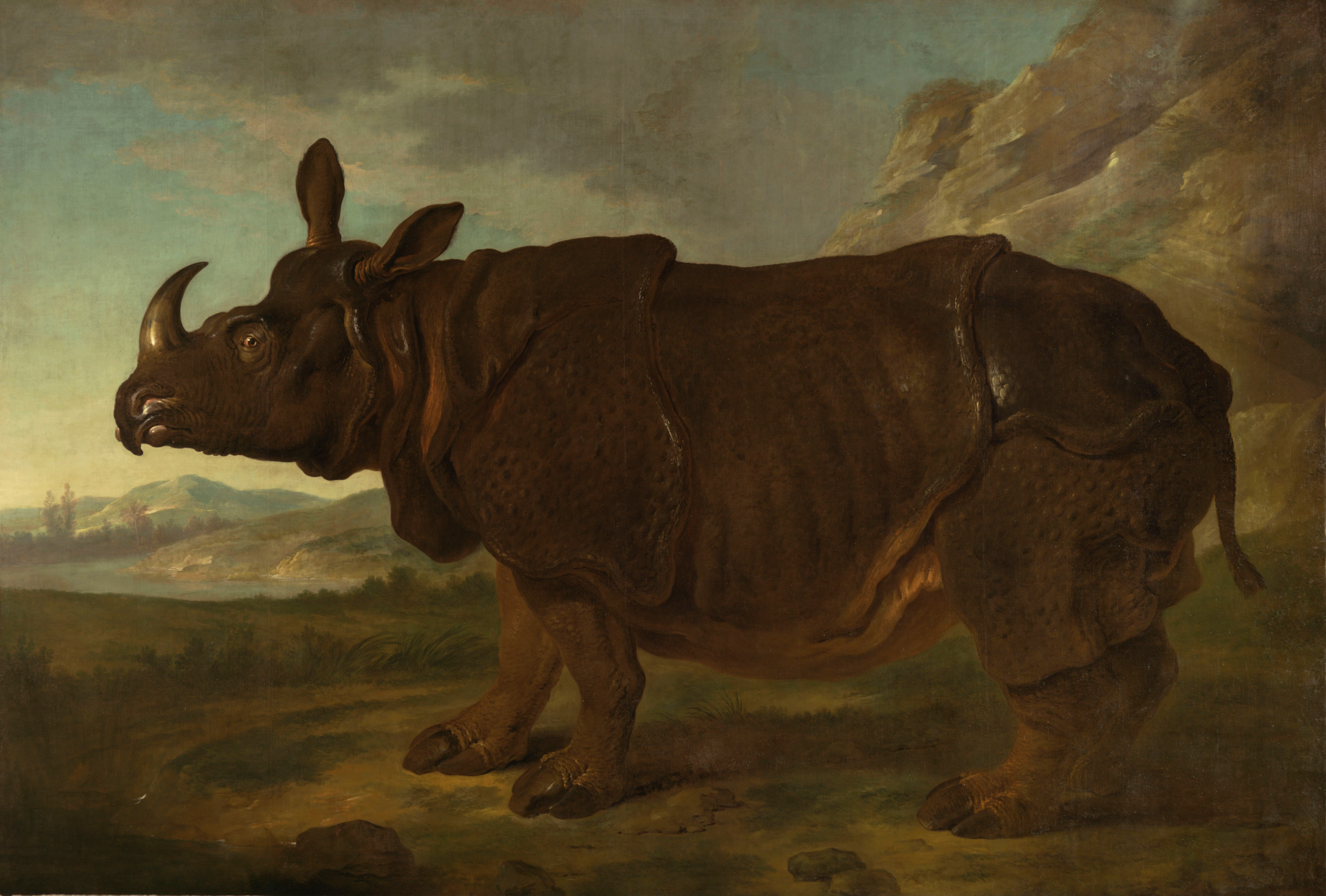
Quadro de Jean-Baptiste Oudry retratando Clara em Paris, datado do ano de 1749, antes da sua restauração.

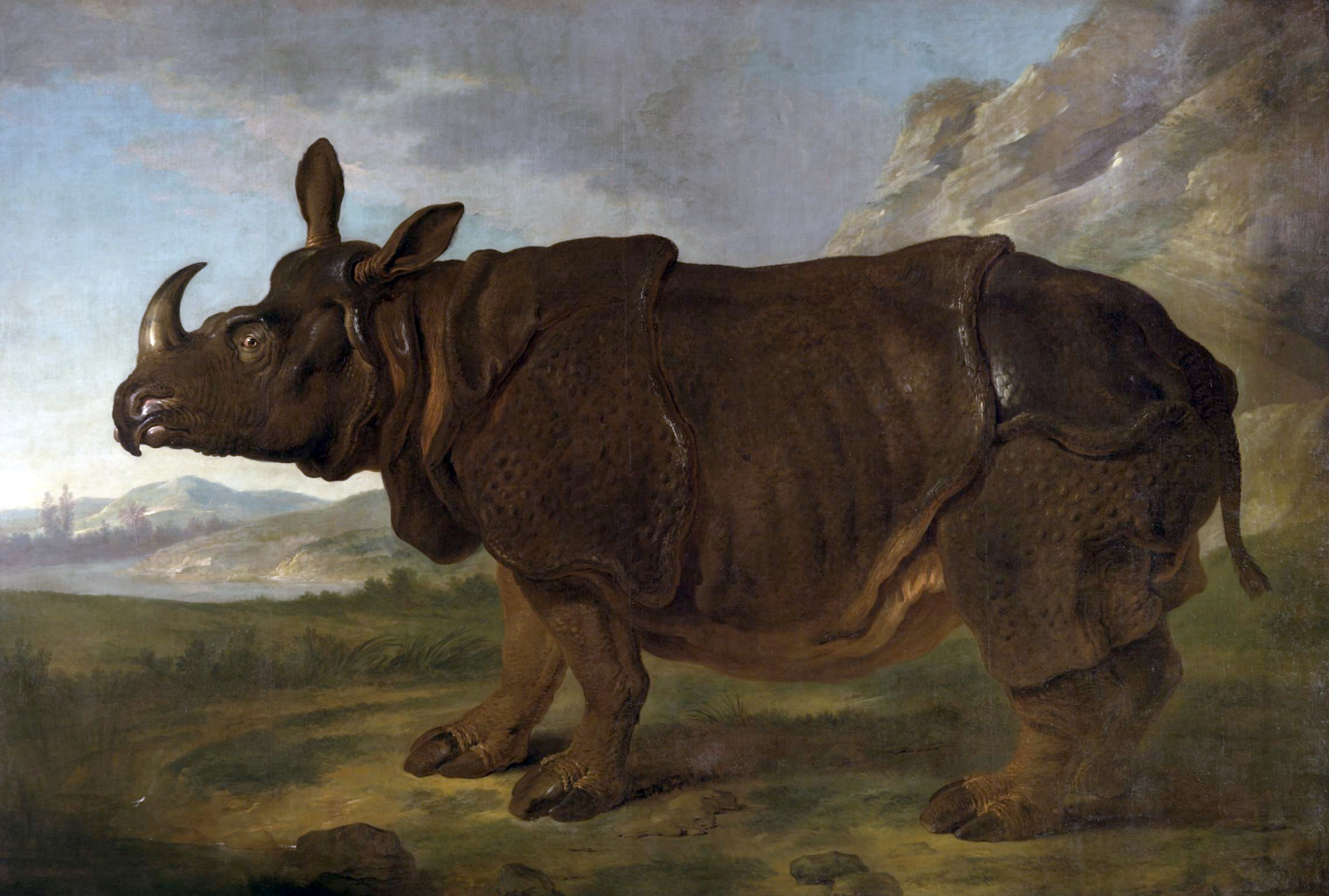
A mesma pintura após o extenso restauro a que foi sujeita entre 2003 e 2007 no Museu J. Paul Getty Center, em Los Angeles, onde se encontra actualmente em exposição

Clara, a rinoceronte, como ficou conhecida, é, apesar de ser apenas o 5º rinoceronte vivo na Europa após o rinoceronte do Rei D. Manuel I de Portugal em 1515, possívelmente o segundo rinoceronte mais conhecido da História.

## Primeiros anos
A Clara era um rinoceronte fêmea indiano que teria nascido em 1738 e ficado órfã com poucos meses de idade, alimentada à mão e criada por um mercador holandês, no estado de Assam na Índia.
Chegou à Europa com 3 anos de idade, no ano de 1741, onde teria desembarcado no porto de Roterdão pela mão do Capitão holandês Douwe Moot van der Meer.

## Marketing à volta de Clara
Van der Meer aproveita a curiosidade despertada por este animal para ganhar dinheiro exibindo-o apenas na compra de bilhete. Mas não será só o dinheiro dos bilhetes a enriqueçer Van der Meer. Este montou aquilo que é considerada por muitos como a primeira manobra de marketing associado já que, em torno do espectáculo de observação de Clara, eram vendidos poemas, canções, roupas, pequenas estátuas em bronze, retratos, gravuras e impressões

## Exposições e experiências vividas por Clara
As primeiras cidades terão sido Roterdão, Breslau, Nápoles e Marselha. A sua fama e notoriedade terá sido sem dúvida devida à exposição pública a que foi sujeita durante quase 18 anos. Neste período terá percorrido a Europa em inúmeras exposições, não só para as cortes mas essencialmente com acesso ao público em geral.
Aparentemente Clara terá, em Roma a Junho do mesmo ano, investido contra a sua jaula tendo perdido o seu corno, o que explica o corno na mão do tratador, juntamente com o chicote, no quadro da autoria de Pietro Longhi. Podemos ver ainda na pintura retratados máscaras de Veneza tal como a “moreta” oval ou cara preta usada pela dama ao fundo, e os chapéus tricornos típicos desta festividade, nos espectadores na primeira fila.
A Clara foi sujeita a exposições contínuas ao público, um pouco por toda a Europa, até à sua morte, a 14 de Abril de 1758.

## Quadros de Clara
Clara ficou imortalizada no famoso quadro de Jean-Baptiste Oudry (1686-Paris,1755-Beauvais), um pintor barroco francês filho de um pintor e comerciante de arte bem sucedido. Em 1749, pintou um quadro em tamanho real intitulado “Rhinoceros”. Esta obra, muito degradada ao longo dos anos, tendo estado armazenada em rolo por quase 150 anos em Schwerin, em conjunto com outra obra de grande dimensão iititulada “Lion”, também ela muito degradada. Ambos os quadros foram sujeitos a restauro.
Outra obra muito conhecida onde Clara é retratada é um óleo da autoria de Pietro Longhi (1701-1785). Este quadro com 60,5x47cm, foi pintado em Veneza durante o Carnaval do ano de 1751. Longhi havia sido contractado por duas vezes, por aristocratas da época para pintar o evento. A versão aqui representada foi encomendada por um homem-ilustre, chamado Girolamo Mocenigo. Clara encontra-se em pose lateral, como habitual na representação destes animais na época, com um ar tranquilo, dócil e triste. O que contrasta com a descrição anunciada nos panfletos de propaganda fixados por Van der Meer por toda a cidade que ilustravam inclusivamente a derrota imposta a elefantes.
Este quadro mistura muitas sensações contraditórias o que lhe valeu pertencer à elite dos 1.000 melhores quadros da História da Arte. Conjuga a delicadeza e requinte da festa carnavalesca veneziana com o animal grotesco e mítico, conjuga a ferocidade atribuída ao rinoceronte com a tristeza resignada de Clara. Esta obra encontra-se actualmente na National Gallery em Londres.